# Obzovica
Obzovica (cyr. Обзовица) – wieś w Czarnogórze, w gminie Cetynia. W 2011 roku liczyła 7 mieszkańców.